# Örményország történelme

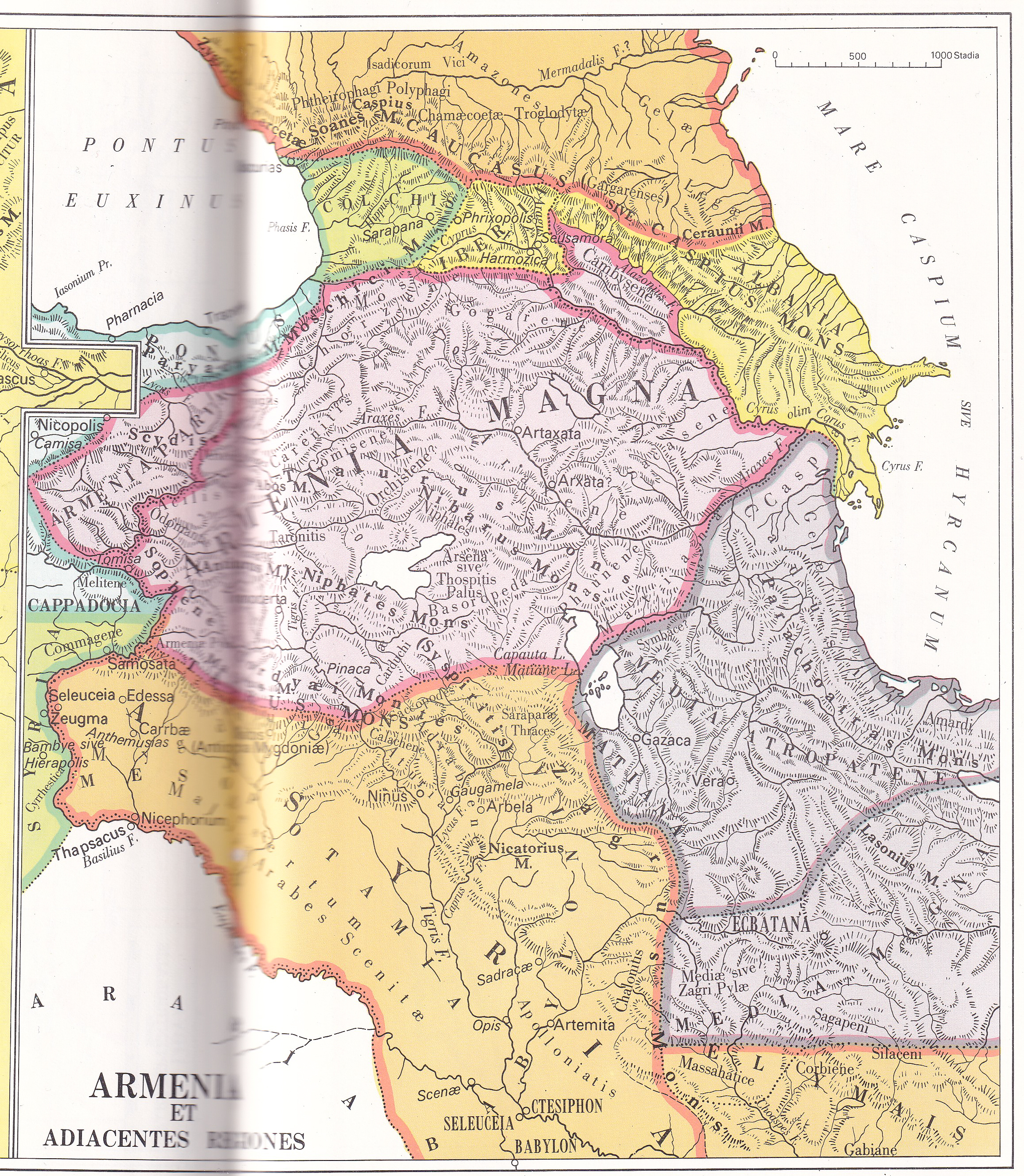
Örményország és környéke időszámításunk kezdete körül Sztrabón alapján

Örményország területén az ember legrégebbiek közé tartozó, Afrikán kívüli nyomai kerültek elő. A bronzkorban kiterjesztette rá hatalmát a hettita birodalom és Mitanni, majd i. e. 1600 körül megalakult az első helyi államalakulat, Hajasza-Azzi. Bukása után Urartu királysága (i. e. 1000 – i. e. 600) hódította meg az Örmény-felföldet. Utóbbiak törzseiből, népeiből alakult ki az örmény nép. Jerevánt i. e. 782-ben alapította I. Argisti urartui király. A királyságot az Óperzsa Birodalom döntötte meg, majd annak bukása után területe Nagy Sándor birodalmához, illetve annak utódállamához, a Szeleukida Birodalomhoz tartozott. Az ókori Örmény Királyság i. e. 190-ben jött létre, a szeleukidák bukása után. Az állam II. Tigranész alatt élte fénykorát, majd a rómaiak meghódították őket.
301-ben Örményország volt az első ország, ahol a kereszténységet államvallássá tették. A római és perzsa birodalmak közé szorult ország egy ideig ütközőállamként szolgált, majd a nagyhatalmak kettéosztották egymás között. Az iszlám térhódítása után Kelet-Örményország az Abbászida Kalifátus uralma alá került, ahol a 9. században a Bagratuni-dinasztiának ismét sikerült létrehoznia egy önálló királyságot. 1045-ben Bizánc annektálta az államot, röviddel később viszont a teljes térség szeldzsuk uralom alá került. A délkeletre, Kilikiába menekülő örmények a nyugati keresztes hódítókkal szövetségben megalapították a Kilikiai Örmény Királyságot, amely 1375-ig megőrizte önállóságát.
A 16. századtól Örményországot ismét nagyhatalmak, ezúttal az Oszmán Birodalom és a Szafávida dinasztia által uralt Perzsia osztotta fel egymás között és a régió évszázadokon át a két birodalom közötti hadszíntérként szenvedett. A 19. század elején Perzsia kaukázusi területeit (beleértve Kelet-Örményországot is) a cári Oroszország hódította meg.
A 19. század végén és a 20. század elején a nyugati-örményországiak az ébredő török nacionalizmus miatt szenvedtek és több tízezer áldozatot követelő mészárlások után 1915-ben a törökök népirtást követtek el ellenük, amelyben mintegy másfél millióan pusztultak el. Az orosz forradalom után az örmények – a többi kaukázusi néppel együtt – kikiáltották függetlenségüket. Miután szinte valamennyi szomszédjukkal fegyveres konfliktusba bonyolódtak, 1920-ban a bolsevik Vörös Hadsereg meghódította az országot és bevezette a szovjethatalmat. Örményország egészen 1991-ig a Szovjetunió egyik tagköztársasága volt, amikor is elnyerte függetlenségét. Az önálló állam a kezdetektől fogva háborúban állt Azerbajdzsánnal a karabahi autonóm terület hovatartozása miatt. A konfliktust ideiglenesen rendezték, de a feszültség a két ország között továbbra is fennáll és időnként fegyveres összecsapásokra is sor kerül.

## Őstörténet

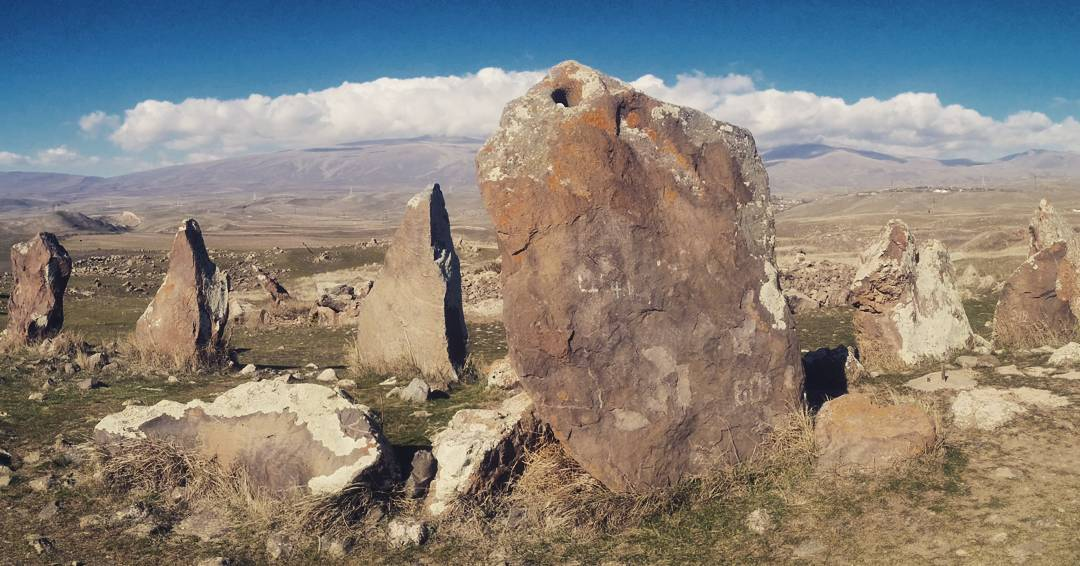
Zorac Karer megalitikus komplexuma

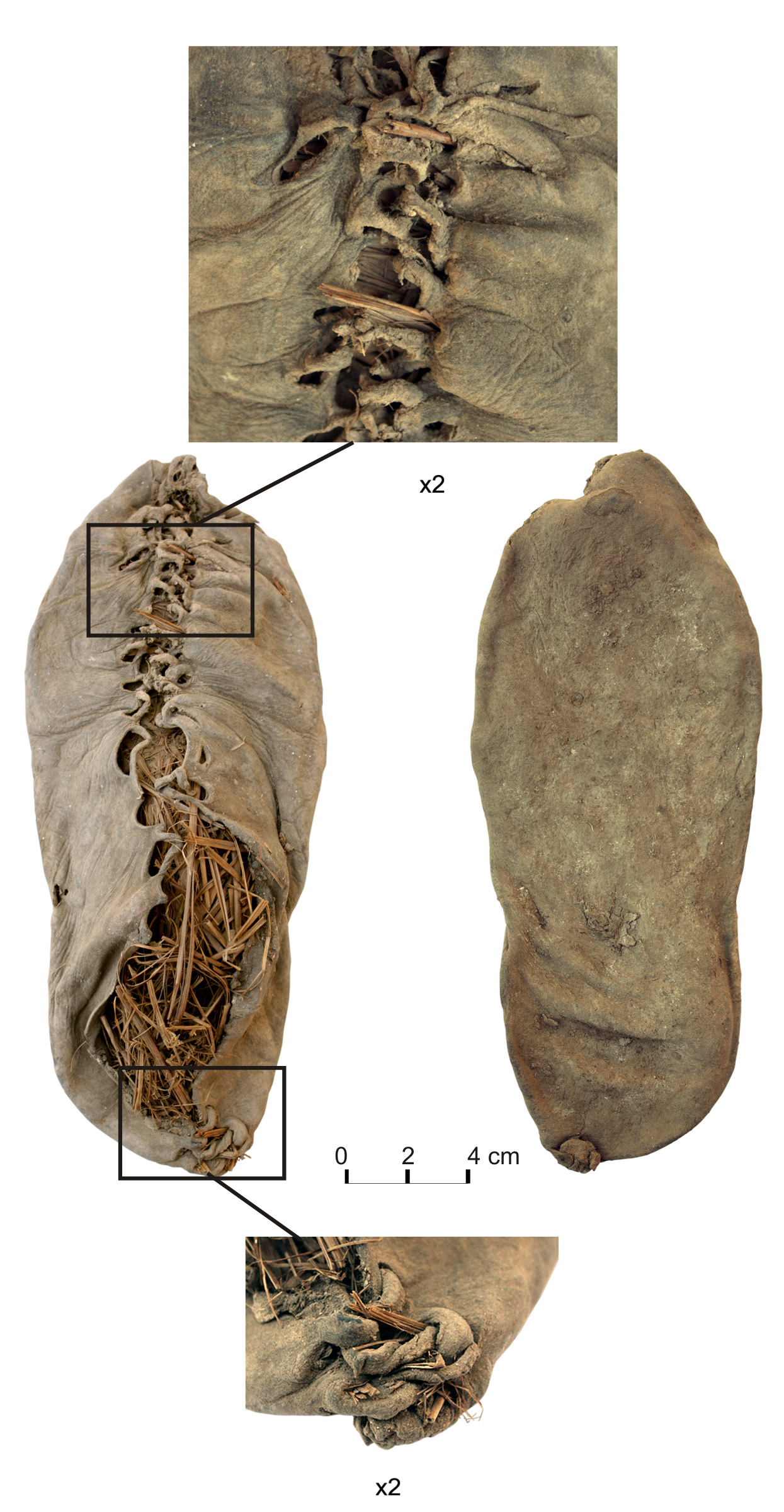
A legrégebbi (5500 éves) ismert cipő egy örmény barlangból került elő

Az észak-örményországi Lori-fennsíkon három lelőhelyen a kora- és közép-acheuli kultúrához tartozó kőeszközökre bukkantak. Közülük a legrégebbi a karahacsi lelőhely, amelynek vulkanikus üledéke az urán-ólom izotópos módszerrel meghatározva 1,75-1,94 millió évesnek bizonyult. Ezek a szerszámok így régebbiek, mint a legöregebb kelet-afrikai acheuli eszközök és az ember Afrikából való kiáramlásának egyik legkorábbi bizonyítékai. Az őskori táborhelyek közül különösen érdekesnek bizonyult a 325 ezer éves, lávaömlés alatti Nor Gehi lelőhely, ahol az eszközök két különböző technikával készültek: a régebbi bifaciális és a fejlettebb Levallois-módszerrel Az őskőkor fiatalabb korszakaiból számos táborhelyet feltártak az Örmény-felföldön, többek között Arzniban, Nurnuszban, vagy a Razdan folyó völgyében. A Homo sapiens némileg archaikus változatának csontjai és egy 48 ezer évesre datált tűzhely Jereván melletti barlangokból kerültek elő.
Az Örmény-felföld az újkőkor során is lakott volt, a Kaukázus térségének egyik legkorábbi kultúrája a Sulaveri-Somu kultúra, amelyet az i. e. 6.–4. évezredre datálnak. Valamivel későbbiek a Kura–Araksz- (i. e. 4.–2. évezred) és a Trialeti-kultúrák (i. e. 2200–1500). Az előbbi települését Jereván területén is megtalálták. Az Areni falu melletti barlangrendszerben nagyon jó megtartású neolitikus eszközök kerültek elő, többek között a világ legrégebbi, 5500 éves cipője, egy 5900 éves fűszoknya és 6000 éves, borkészítésre használt eszközök. Az i. e. 5.–4. évezredben a felföld lakói már képesek voltak rezet előállítani, a 2. évezredben pedig vasat is.
Örményországból számos megalitikus építmény – dolmen, menhir, cromlech, ciklopfal – ismert. Az egyik legnagyobb ilyen komplexumot, Zorac Karert az „örmény Stonehenge”-ként is emlegetik.
Egyes történészek szerint az akkádok által i. e. 2300-ban elfoglalt Armani királyság megegyezik Örményországgal, így az ország neve több mint 4 ezer éves. Az elképzelést sokan vitatják, mert a szóban forgó királyság elhelyezkedése ismeretlen. Az örmények Hajasztánnak nevezik országukat és a késő bronzkorból ismert egy Hajasza-Azzi nevű kelet-anatóliai királyság, amely a hettitákkal háborúzott, sőt idővel meg is döntötte államukat. III. Thotmesz egyiptomi fáraó i. e. 1446-ban megemlít egy ermenen nevű népet. Az Armenia név első biztosan azonosítható említése azonban csak i. e. 500 körülről származik, a behisztuni feliraton található meg.
Hajasza-Azzi i. e. 1500–1200 között állt fenn az Örmény-felföld nyugati felén. Szétesése után a mai Örményország területét egy törzsszövetség uralta, amelynek földjét az asszírok Nairinak nevezték.

## Vaskor

Urartu királysága II. Szarduri idején (i. e. 743)

Az i. e. 9. században Aramé egyesítette a nairi fejedelemségeket és megalapította Urartu királyságát. Az urartuiak kiterjesztették uralmukat Taron és Vaszpurakan régiókra és idővel az Újasszír Birodalom riválisaivá nőtték ki magukat.
I. Szarduri uralkodása alatt (i. e. 834–828) Urartu erős és szervezett állammá vált és adófizetésre kényszerítette a környező törzseket. Szarduri a Van-tó partán fekvő Tuspában rendezte be fővárosát. Fia, Ispuini folytatta a terjeszkedő politikát és délnyugaton meghódította a későbbi Tigranokert régióját, délkeleten pedig az Urmia-tó vidékét. Menua király (i. e. 810–785) északnak, az Ararát fennsíkja felé tolta ki a határokat és több mint 80 ékírásos, urartui nyelvű feliratot hagyott maga után. I. Argistisz elfoglalta Latakiát a hettitáktól, és elérte Bübloszt és Föníciát. Ő építtette i. e. 782-ben Erebuni erődjét a mai Jereván területén; az építkezésen hatezer hadifogoly dolgozott.
I. e. 714-ben az asszír II. Sarrukín az Urmia-tó mellett legyőzte I. Rusza urartui uralkodót és lerombolta szent templomukat Muszaszirban. Ugyanekkor északnyugatról az indoeurópai kimmerek indították támadást a királyság ellen és elpusztították maradék haderejüket. Assurbanipál idejében (i. e. 669–627) az Asszír Birodalom határai már elérték a mai Örményországot és a Kaukázust. A Küaxarész vezette médek i. e. 612-ben megtámadták az asszírokat és i. e. 585-re elfoglalták az urartui fővárost, Tuspát, eltörölve ezzel annak maradék önállóságát is.

## Ókor
Urartu i. e. 585-ös bukása után a régió az Óperzsa Birodalom egyik tartományává vált, amelyet az örmény származású Orontida dinasztia kormányzott egy ideig satrapaként; majd a birodalom 330-as bukása után királlyá kiáltották ki magukat. A királyságra Nagy Sándor, majd annak halála után a Szeleukida Birodalom terjesztette ki befolyását. Ebben az időben az örmény lakosság nagy része áttért a zoroasztriánus vallásra.

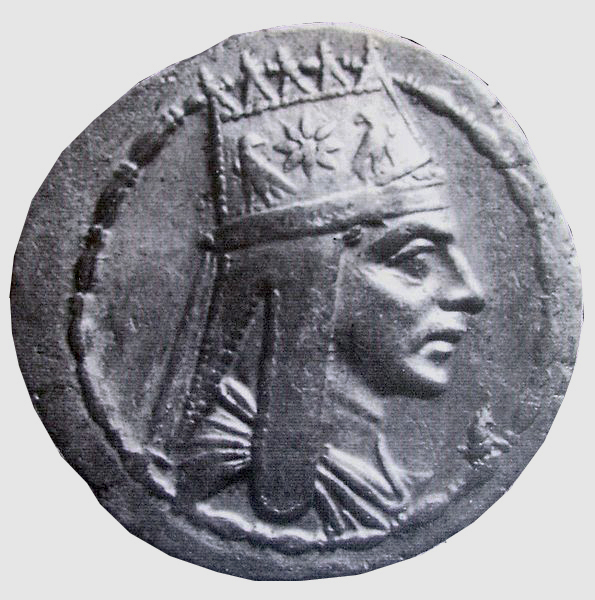
II. Tigranész tetradrachmája

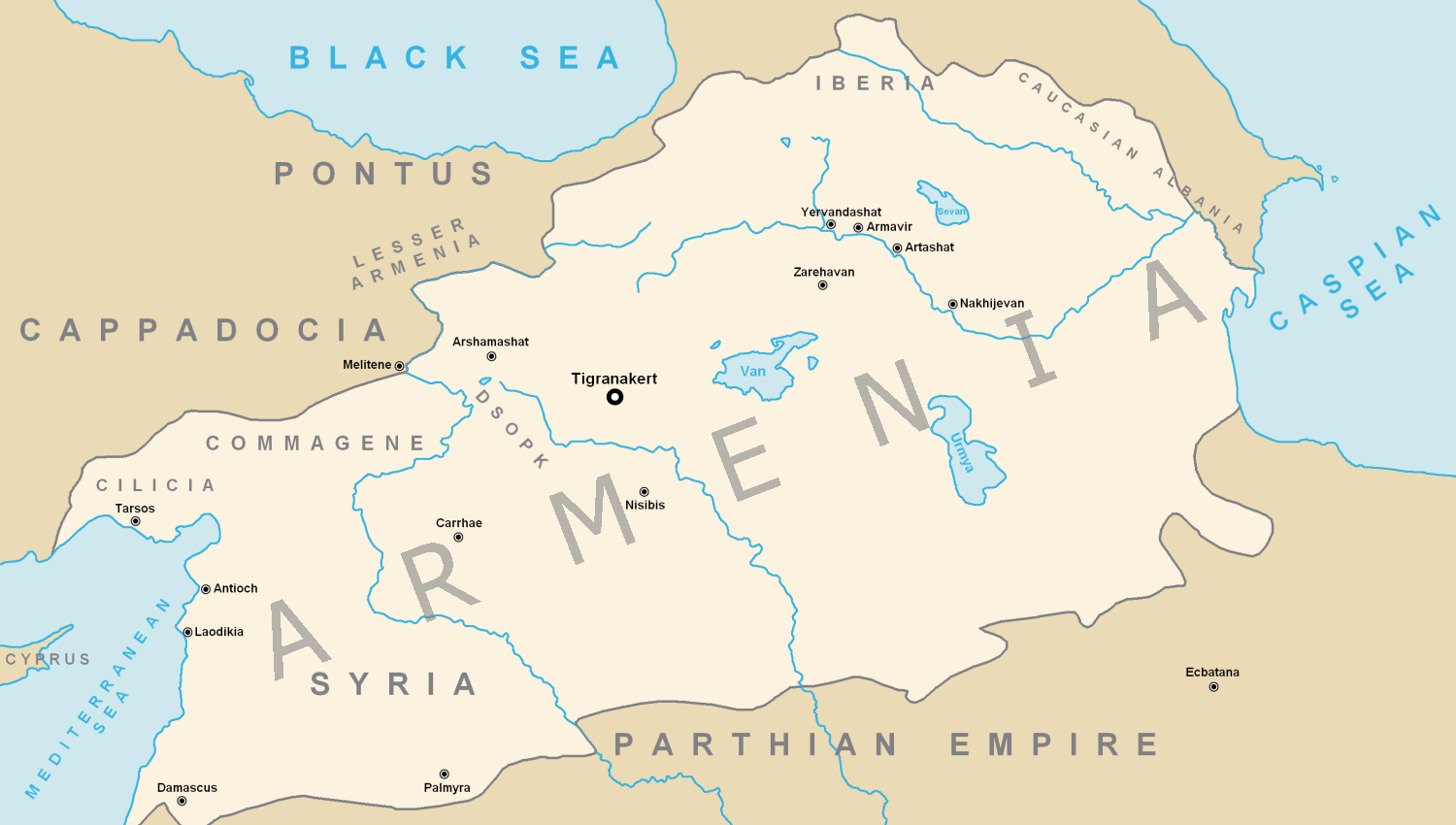
Az Örmény Királyság legnagyobb kiterjedése Nagy Tigranész idejében

A Szeleukida Birodalom i. e. 190-ben megbukott, és Örményország akkori satrapája, Artaxiász önállósította magát, megalakítva az Nagy-Örményország (Armenia Magna) királyságát és az Artakida dinasztiát. A tartomány nyugati része Zariadrész volt satrapa alatt Kis-Örményország néven vált önállóvá.
A két uralkodó ügyesen kihasználta a birodalom bukása utáni zűrzavart és gyors expanzióba kezdett. Zariadrész elfoglalta Akiliszenét és „az Anti-Taurusz körüli országot”, Artaxiász pedig a médek, ibériaiak és szírek rovására terjeszkedett. Összeütközésbe keveredett a Pontoszi Királysággal, amelynek királyát Pharnakészt i. e. 181-ben korábbi hódításainak feladására kényszerítette.
Nagy-Örményország i. e. 95–66 között állt hatalma csúcsán, ekkor határai a Kaukázustól Közép-Anatóliáig terjedtek és magába foglalt Északnyugat-Irán, Izrael, Szíria és Libanon részeit. Egy rövid ideig Armenia Magna volt a legerősebb állam Rómától keletre. I. e. 66-ban a rómaiak vereséget mértek rá, de megőrizhette szuverenitását. II. Tigranész – Róma szövetségeseként – megtarthatta trónját, egészen i. e. 55-ös haláláig.
A harmadik mithridatészi háborúban Pompeius felszámolta a Pontuszi Királyságot, Armenia Magnát pedig klienskirálysággá változtatta. Az állam i. sz. 1-ben teljesen római ellenőrzés alá került.

A Római Birodalom legnagyobb kiterjedése idején, Armenia provinciával

A rómaiak uralma azonban nem bizonyult tartósnak, a térség a rómaiak és a pártus/Szászánida birodalmak közötti ütközőzónává vált.
A Corbulo által vezetett i. sz. 58-63-as háború római győzelemmel ért véget, viszont Örményországot illetően kompromisszumot kötöttek: az ország trónjára a pártus Arszakida dinasztia került, de koronázását a római császárnak is jóvá kellett hagynia. 114-ben a pártusok megszegték az egyezményt, mire Traianus császár bevonult a királyságba és elfoglalta fővárosát, Artaxatát. Felszámolta az állam minden önállóságát és megalapította Armenia provinciát. Három évvel később azonban Traianus meghalt és utódja, Hadrianus visszaállította a klienskirályságot és trónjára az arszakida Parthamasztapészt ültette.
162-ben a pártusok ismét megszállták Örményországot és IV. Vologazész egyik hadvezérét tette meg uralkodójának. Az első sikertelenségek után azonban Lucius Verus császár döntő vereséget mért a pártusokra és elfoglalta fővárosukat is. Az állam új Róma-barát vezetője az örmény származású Szoaimosz lett.
252-ben a pártusokat felváltó Szászánidák újonnan bevonultak Armeniába, ahonnan a rómaiak 287-ben űzték ki őket. 384-ben a rómaiak és a perzsák kettéosztották a királyságot: nyugati feléből Armenia Minor néven provincia alakult, a keleti pedig perzsa vazallus királyság maradhatott. A helyi nemesség 428-ban megdöntötte a király uralmát, mire a szászánida uralkodó kormányzóval helyettesítette.

### A kereszténység felvétele

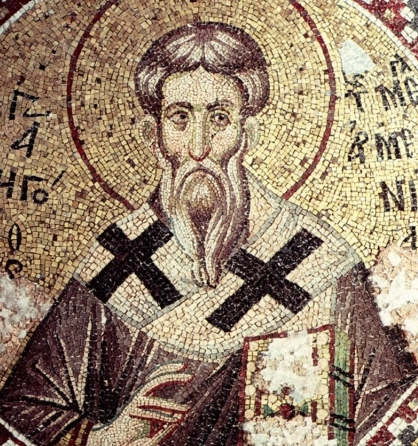
Világosító Szent Gergely

A hagyomány szerint az örmény egyházat Jézus két tanítványa, Júdás és Bertalan apostolok alapították, akik i. sz. 40-60 körül térítettek Örményországban. Az 1-4. század között az egyházat pátriárkák irányították. 301-ben Örményországban, a világon elsőként államvallássá nyilvánították a kereszténységet. Az örmény apostoli egyház mind a katolikus, mind a keleti ortodox egyházaktól elkülönül, amióta 451-ben elutasították a khalkédóni zsinat határozatait. Első püspöke (pontosabban katholikosza) Világosító Szent Gergely volt. akit a legenda szerint IV. Tiridatész király 14 éven át egy veremben tartatott, majd miután a szent meggyógyította betegségéből, maga is kereszténnyé lett. A hittérítők tevékenysége előtt az örmények többsége zoroasztriánus volt, és feltételezik, hogy az új vallás gyors terjedésében az is szerepet játszott, hogy így ellenszegülhettek a perzsáknak. 405-ben Meszrop Mastoc teológus és nyelvész a király támogatásával megalkotta az örmény ábécét, amely segített megőrizni a nagyhatalmak közé szorult nép nemzeti identitását.
Az Arszakida dinasztia 428-ban megbukott, az örmény állam maradéka is elveszett. Még az 5. században II. Jazdagird szászánida sah erőszakkal próbálta visszatéríteni az örményeket a zoroasztriánus vallásra, amelynek eredményeképpen Vartan Mamikonjan vezetésével felkelés tört ki. Bár a 451-es avarajri csatában a túlerőben lévő perzsa hadsereg szétverte a lázadókat, a gerilla harcmodort alkalmazó felkelők miatt a sah végül biztosította az örmények számára a vallás szabadságát.

## Középkor

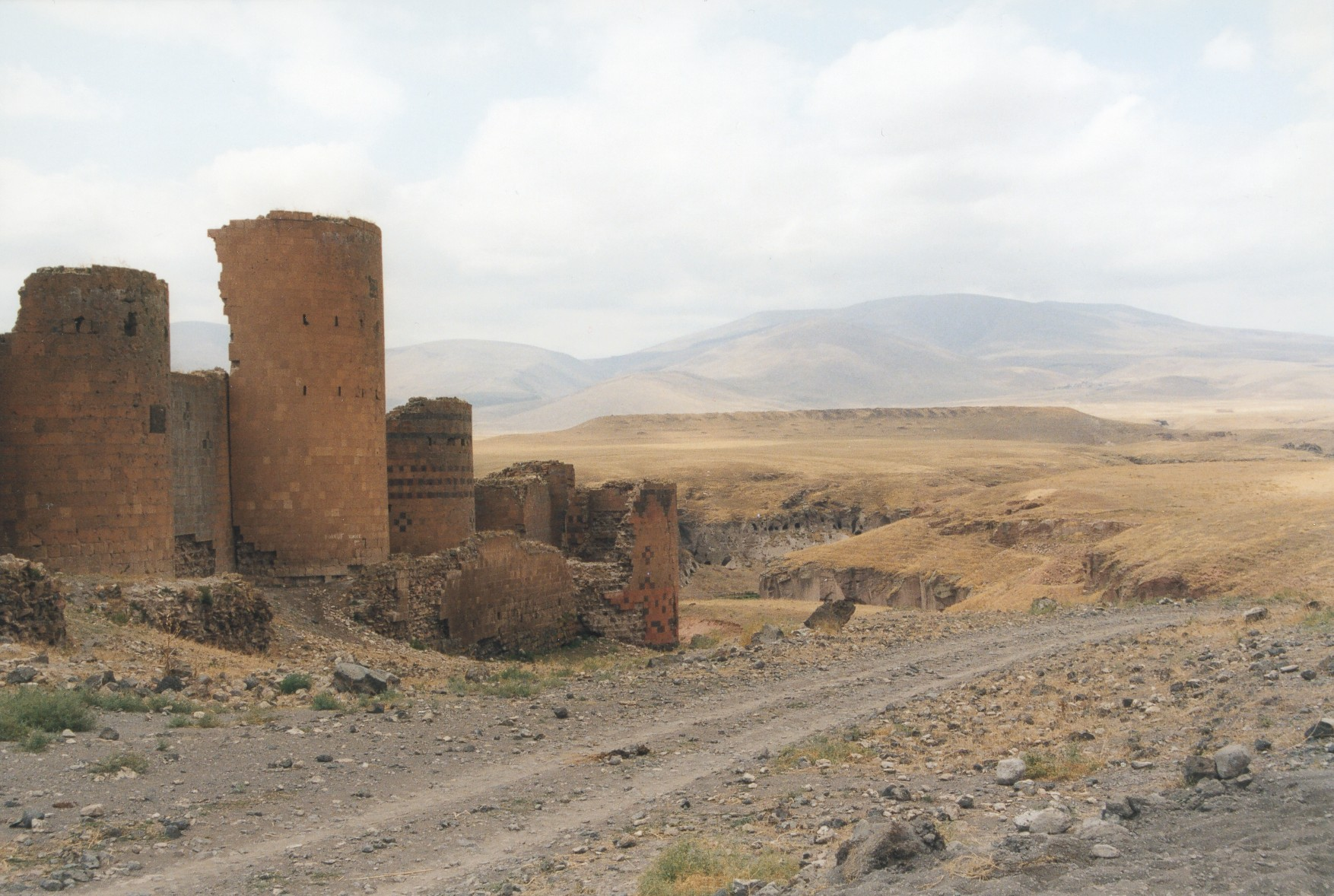
Ani romjai

Az Örmény Királyság 1000 körül

591-ben Maurikiosz bizánci császár legyőzte a perzsákat és Örményország nagy részét a birodalmához csatolta. A hódítást az egyébként örmény származású Hérakleiosz császár tette teljessé 629-ben. Röviddel később viszont, 645-ben a Bizánci Birodalomra támadó muszlim arabok elfoglalták Örményország nagy részét, amely Arminija néven a kalifa birodalmának egyik tartományává vált. Az ország kisebbik része továbbra is Konstantinápoly irányítása alatt maradt, és az örmények jelentős politikai szerephez juthattak. Hérekleiosz császáron (610–641) kívül Philippikosz (711–713) is örmény nemzetiségű volt; I. Baszileiosz pedig 867-ben megalapította az Örmény (vagy Makedón-) dinasztiát.
A 9. században a Bagratuni-dinasztiának sikerült ismét létrehoznia egy szuverén örmény királyságot. A meggyengülő abbászida kalifátus 804-ben nevezte ki Asot Mszaker herceget Örményország kormányzójává. Az ő unokáját, Asot Bagratunit már a kalifa (egyébként örmény származású) helytartója nevezte ki „fejedelmek fejedelmévé” 862-ben és az örmény nemesség 875-ben felajánlotta neki az ország trónját. 885-ben a kalifa  és a bizánci császár is szuverén uralkodónak ismerte el I. Asotot. Az általa alapított dinasztia, ha rövid időre is, de új aranykorát hozta el az örmény népnek. A királyság I. Abbasz (928–953) és III. Asot (953–977) idejében élte fénykorát; utóbbi 964-ben Aniba helyezte át az állam fővárosát.
Utódaik idejében azonban a központi hatalom meggyengült. A 10. század végén-11. század elején a Bagratidák különböző ágai között hatalmi harcok törtek ki és az ország több feudális kiskirályságra tagolódott szét. Örményország könnyű célponttá vált a bizánci terjeszkedés számára. 1021-ben II. Baszileiosz császár annektálta Vaszpurakant és Hovhannesz-Szbat királyt vazallusává tette. Utóbbi halála után a császár egész Örményország bekebelezése mellett döntött és az utolsó Bagratida király, II. Gagik 1045-ben kapitulált.
Mintegy 20 évvel később, 1064-ben a hatalmas területüket meghódító, Alp Arszlán által vezetett szeldzsukok vonultak be a volt fővárosba, Aniba. A szeldzsukok 1071-ben Manzikertnél döntő vereséget mértek a bizánciakra, és egész Nagy-Örményország (valamint Anatólia szinte teljes egésze) a kezükre jutott. A keresztény örmények így a következő ezer évre muszlim uralom alá kerültek. Ez alól csak Észak-Örményország volt kivétel a 12. század végén-13. század elején, amikor a megerősödött Grúz Királyság kiterjesztette hatalmát erre a régióra, és a helyi nemesek (elsősorban a Zaharida dinasztia) vazallusként hűséget fogadtak nekik.

### A Kilikiai Örmény Királyság
A szeldzsukok elől az örmények egy jelentős része, köztük II. Gagik király és egy Rupen nevű főnemes délnyugat felé menekült, a Taurusz-hegységbe és a mögöttük fekvő Kilikiai-síkságra (főleg Tarszosz városába), ahol az ottani bizánci kormányzó befogadta őket. Itt a hegyek közti jól védhető vidékeken, illetve a városokban kisebb-nagyobb fejedelemségeket hoztak létre, amelyek az 1375-ig fennálló Kilikiai Örmény Királyságban egyesültek.
Nem sokkal az exodus után az első keresztes hadjárat seregei vonultak át Kis-Ázsia keleti felén, és az örmények jó kapcsolatokat hoztak létre a nyugati hercegekkel, akik közül sokan szintén saját fejedelemséget szerettek volna alapítani. Közülük elsőként a lotaringiai herceg öccsének, Balduinnak sikerült birtokot szereznie, akit Edessza örmény uralkodója fiává fogadott, ám az uralkodót összeesküvők hamarosan meggyilkolták, Balduin pedig megalapította az Edesszai Grófságot. A muszlimokkal szemben nyíltan, a bizánciakkal szemben pedig félig-meddig ellenséges keresztesek jó szövetségeseket találtak az örményekben, akik saját egyházuk miatt szintén rossz viszonyban voltak az ortodox bizánci császárral. Balduin és sok más keresztes főúr örmény hercegnőt vett feleségül.
Míg a levantei keresztes államok meggyengültek, és nehezen tudtak ellenállni a muszlimok támadásainak, a 12. század végén Rupen leszármazottjának, Leónak, sikerült egyesítenie a kilikiai örmény fejedelemségeket, és királlyá koronáztatta magát. Ekkoriban az övé volt a legerősebb közel-keleti keresztény állam. A pápa és a bizánci császár (sőt az abbászida kalifa is) sietett elismerni királyságát. Az úgynevezett Kis-Örményország virágzott, és az addig inkább görög Kilikia egyre inkább elörményesedett, a helyi kultúra egyaránt tartalmazott görög, nyugat-európai és örmény elemeket. Az állam egészen 1375-ig fennmaradt, amikor az egyiptomi mamelukok, kihasználva a kis-örményországi belháborút, megdöntötték a királyságot.

## Kora újkor

### Perzsa-Örményország

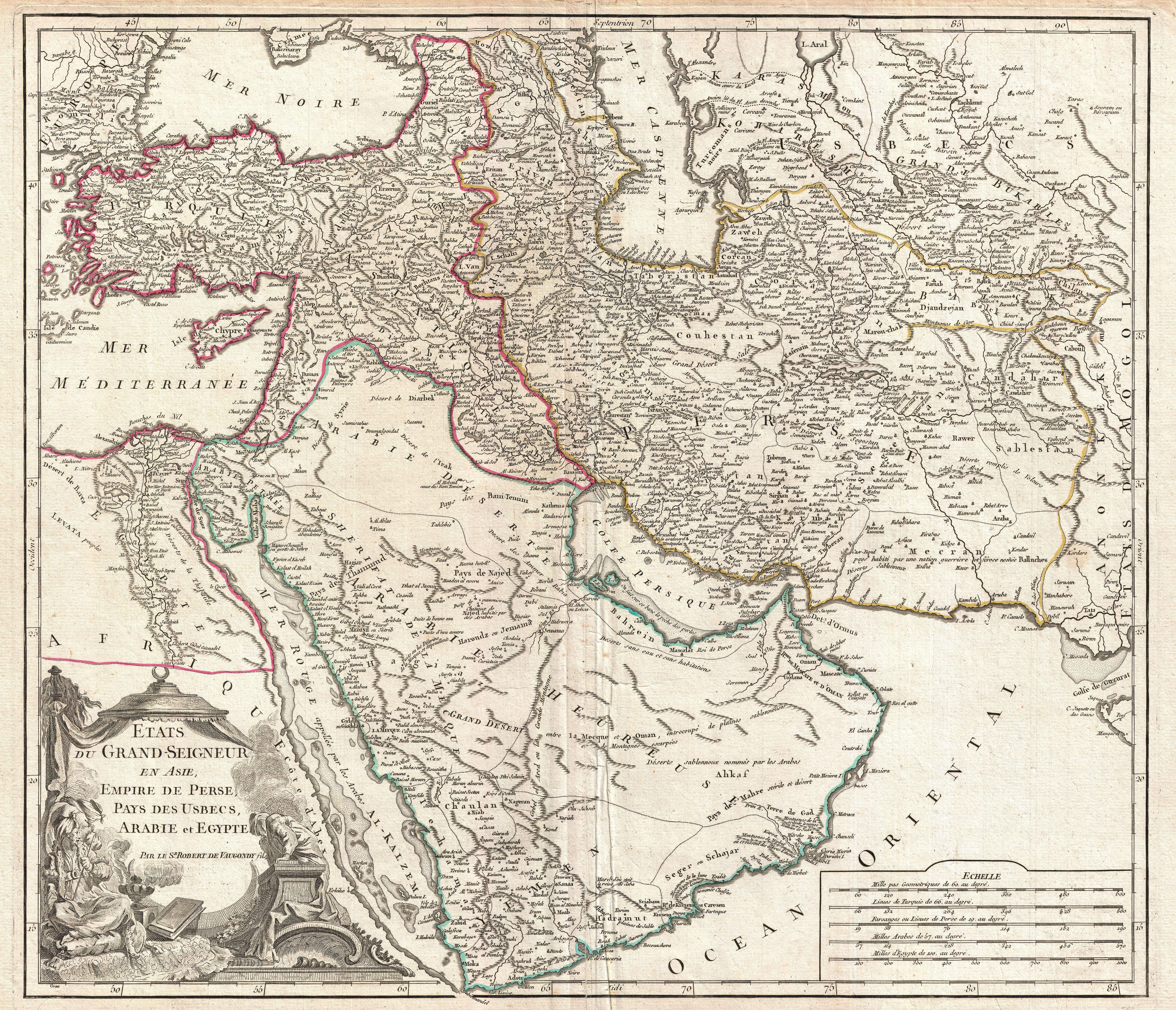
Nyugat-Ázsia 1753-ban. Örményországon az Oszmán Birodalom és Perzsia osztozik

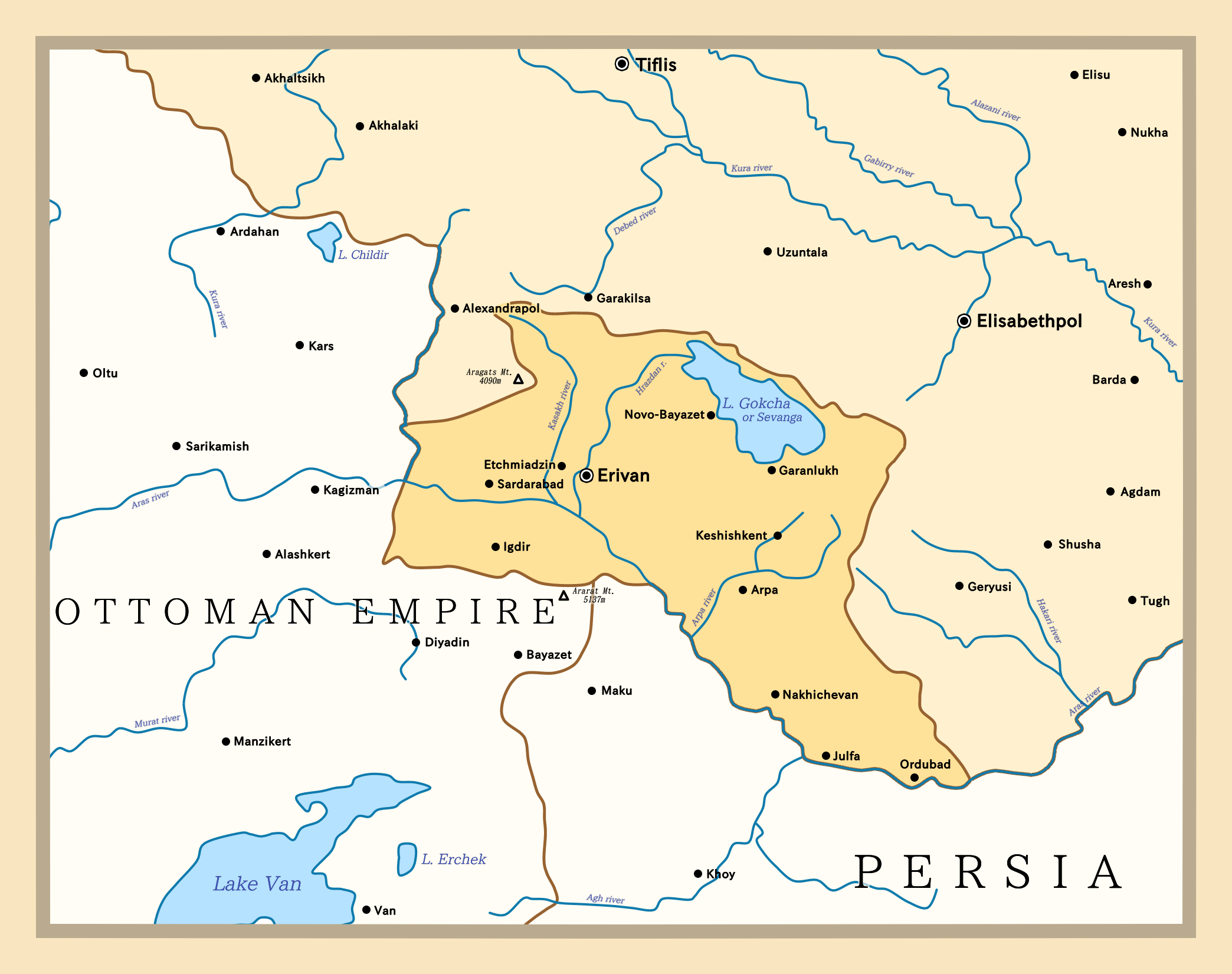
Az Örmény terület az Orosz Birodalomban

Az oszmán és perzsa nagyhatalmak közé szorult Nagy-Örményország a következő évszázadok során állandó háborúskodások színteréül szolgált. 1513 és 1737 között Jereván tizennégyszer cserélt gazdát. A 16. század elején I. Iszmail sah annektálta az egész régiót, de az 1532–1555-ös török-perzsa háborút lezáró amaszjai béke értelmében Nyugat-Örményország az oszmánoké lett, míg az ország keleti fele a perzsa Szafávida dinasztia kezén maradt egészen a 19. századig.
Az 1603–1618-as török-perzsa háborúban I. Abbász sah a felperzselt föld taktikáját alkalmazta az Ararát-fennsíkon az erősebb török hadsereggel szemben. A helyi lakosságot, mintegy 300 ezer főt áttelepítette az Araksz folyó keleti partjára, az ellenállókat lemészárolták. Sokan az átkelés közben a folyóba fulladtak, mások éhen pusztultak; a menekülteknek mintegy fele odaveszett. A törökök visszavonultak az elpusztított vidékről, és Abbásznak nagy területet sikerült elfoglalnia, amelyen megalapította a vazallus Jereváni (Erivani) kánságot. Az állam lakosságának ekkor már kevesebb mint 20%-a volt örmény.
1623-1639 között újabb török-perzsa háború sújtotta a vidéket; ezt a zuhabi béke zárta le, amely ismét Kelet- és Nyugat-Örményországra osztotta a régiót, perzsa és török uralom alatt.
A 18. század végére a rohamosan erősödő Oroszország a Fekete-tenger északi partvidékének megszerzése után szemet vetett Perzsia kaukázusi és kaukázusontúli területeire. 1804-ben kitört az orosz-perzsa háború, és az orosz csapatok Pavel Dmitrijevics Cicianov vezetésével sorozatos vereségeket mértek a perzsákra, és feldúlták az egész régiót. Az 1813-as gulisztáni béke Oroszországnak juttatta a Kaukázust, benne Grúziával, Dagesztánnal, Azerbajdzsánnal és Örményország egy kis részével.
A perzsa Kádzsár-dinasztia visszavágóra készült, és 1826-ban kiújult a konfliktus, amelyben Perzsia még katasztrofálisabban szerepelt. Az oroszok egészen Tebrizig nyomultak előre, és a türkmencsaji békében elragadták egész Örményországot, Nahicsevánt és Igdir tartományt. Kelet-Örményország mintegy 750 év után kikerült a muszlim uralom alól.

### Orosz-Örményország
Miután 1828-ban a történelmi Örményország keleti fele Oroszországhoz került, a cári hatóságok megalakították az Örmény területet, amelyet 1840-ben felszámoltak, és többszöri átszervezés után 1850-ben megalakult a Jereváni kormányzóság, melynek területe nagyjából megegyezett a mai Örményországéval. Az 1877–78-as orosz török háborúban Oroszország annektált egy újabb történelmi örmény régiót, Karsz tartományt, amelyen megalakították a Karszi területet.
A Törökországban élő örményekhez képest a cár alattvalói viszonylagos biztonságban élhettek, bár a 20. század elején több véres összetűzés tört ki a muszlim tatárokkal (azerikkel) és a kurdokkal.
A korábban mindössze 20%-ban örmények lakta térség nemzetiségi összetétele is megváltozott. A cár támogatta az örmény menekültek, visszatérő hadifoglyok stb. letelepedését, és ennek eredményeképpen Perzsiából összesen kb. 57 ezren tértek vissza őseik földjére. Ezzel párhuzamosan a kormányzóság 80 ezres muszlim lakosságából 35 ezren elköltöztek; így az örmények ismét többségbe kerültek.

### Oszmán-Örményország

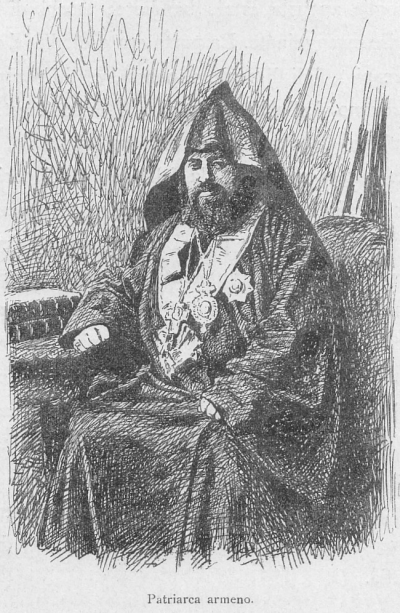
A Konstantinápolyban élő I. Hurujtun pátriárka

A török szultánok általában nem üldözték a vallási kisebbségeket, így az örmények érsekét is meghívták a fővárosba, ahol megalakították az Isztambuli Örmény Patriarchátust. Az isztambuli örmények létszáma jelentősen megnőtt, és a török társadalom megbecsült (bár a muszlimokkal fel nem érő) tagjaivá váltak. Az iszlám törvényeinek megfelelően a keresztények extra adó megfizetése mellett békében gyakorolhatták a vallásukat. A gyakorlatban azonban ez csak a fővárosban vagy a nagyobb városokban működött így, Kelet-Anatólia hegyei között a nomád kurd törzsek gyakran kifosztották a helyi keresztényeket. Ezen kívül a fiúgyermekek egy részét elszakították szüleiktől, és janicsárokat neveltek belőlük.
A 19. század végén kezdett megszerveződni az örmény nemzeti felszabadítási mozgalom, amely a független Örményország létrehozását tűzte ki céljául. Példaként a török dominancia alól felszabaduló balkáni népek szolgáltak, amelyek élvezték a keresztény európai nagyhatalmak támogatását. Az örmény nemzeti mozgalom három pártot is létrehozott. Időben az első, az Aremenakan Párt 1888-ban alakult a Van-tónál. A Svájcban alapított Szociáldemokrata Huncsak Párt és az oroszországi örmények által létrehozott Örmény Forradalmi Szövetség azonban nagyobb befolyással rendelkezett.
Ezzel párhuzamosan azonban egyre erősödőben volt az oszmán birodalmi tudatot felváltó török nacionalizmus is, és az ország nem-török nemzetiségei egyre nagyobb elnyomásnak voltak kitéve. Államilag támogatott szabadcsapatok kirabolták, zaklatták az örmény lakosságot, 1894-95-ben pedig több tízezer (80-300 ezer a különböző becslések szerint) örményt mészároltak le. 1905-ben a Forradalmi Szövetség megpróbálta bosszúból meggyilkolni II. Abdul Hamid szultánt, de nem jártak sikerrel.

## Az első világháború és az örmény népirtás

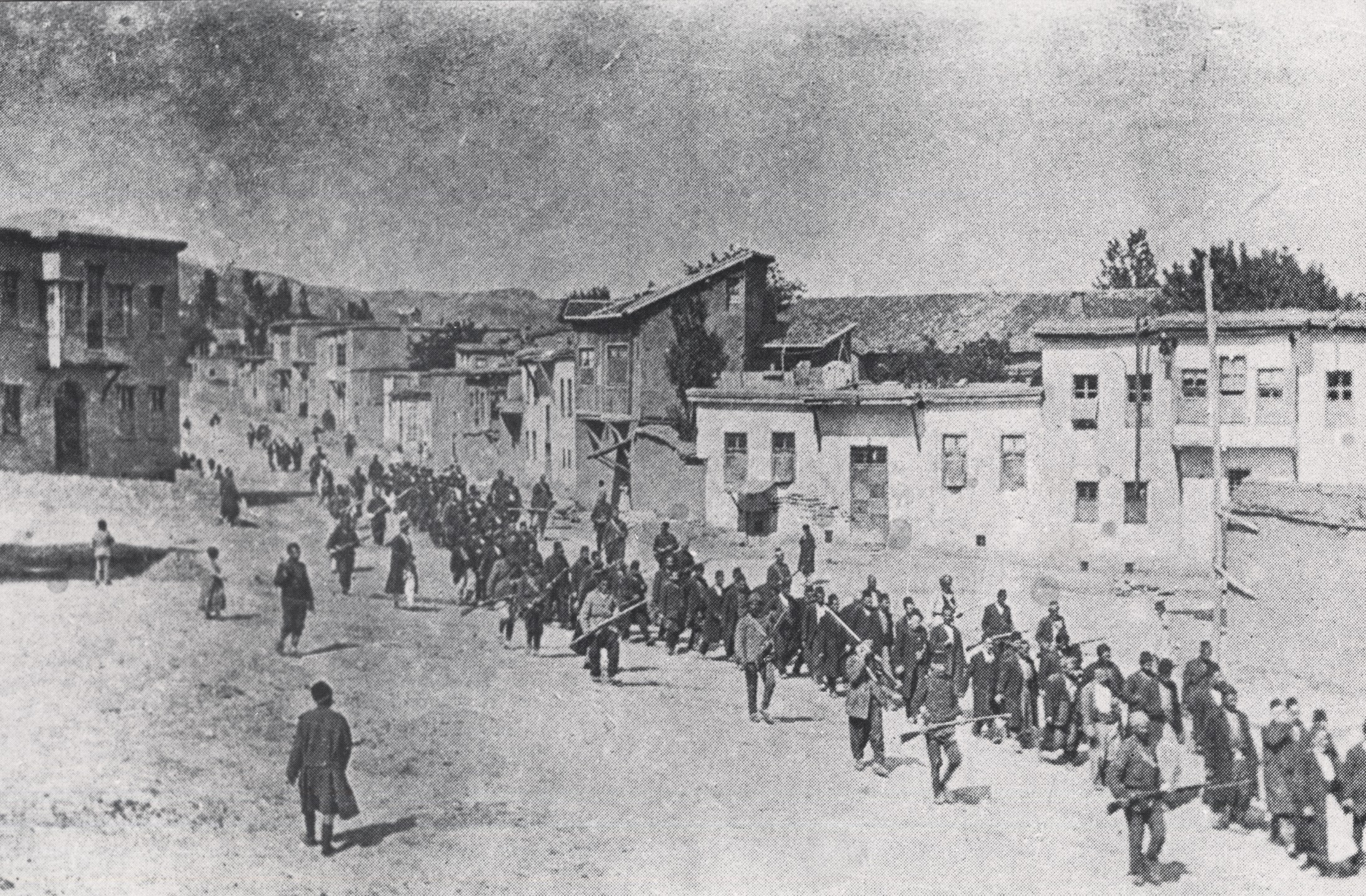
Deportált örmény civilek

A török kormányzat szándékosan szította a feszültséget a kelet-anatóliai kurdok és örmények között, így akarva kontroll alatt tartani őket. Az örmény kérdés felkeltette a nemzetközi közvélemény figyelmét is; a nyugati országok több alkalommal tiltakoztak amiatt, ahogyan az örményekkel bántak, különösen azután, hogy Adana tartományban 1909-ben ismét legyilkoltak 20-30 ezer örményt.
Az első világháború kitörése után a török hatóságok azzal vádolták az örményeket, hogy együttműködnek az ellenséges Oroszországgal, és az egész örmény közösséget biztonsági kockázatként ítélték meg. 1915-ben az egész országban állami szinten szervezték meg az örmény kérdés „megoldását”. Április 24-én letartóztatták és kiutasították az – elsősorban isztambuli – örmény értelmiséget. A következő hónapokban Kelet-Anatóliában teljes közösségeket deportáltak a déli, szíriai sivatagba. Eközben számolatlanul gyilkolták őket, sokan az embertelen körülmények áldozataivá váltak. Az áldozatok számát a török hatóságok 600 ezerre, a nyugati történészek másfél millióra teszik. Az örmények és a nyugati közvélemény a történtekért a török hatóságokat okolja, és szándékos népirtásról beszélnek. A törökök a polgárháborús körülményeket, járványokat, éhínséget teszik felelőssé az áldozatok haláláért.

## Az első Örmény Köztársaság

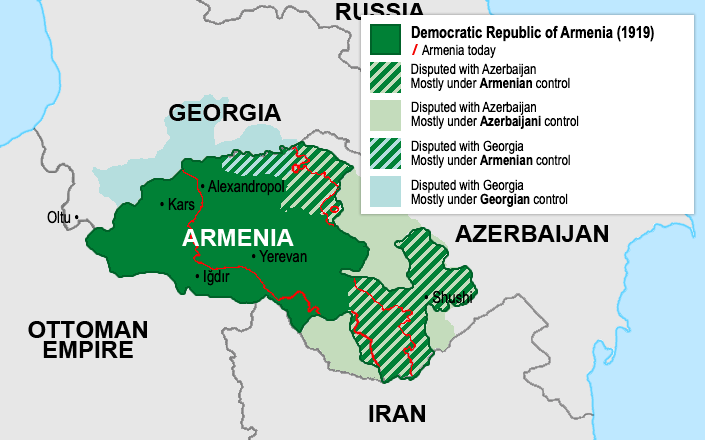
Az első Örmény Köztársaság

1917 februárjában Oroszországban forradalommal megdőlt a cári rendszer, és Szentpéterváron Ideiglenes Kormány alakult. A dél-kaukázusi kormányzóságokban létrejött a Kaukázusontúli Különleges Bizottság, amely egy ideig elismerte a pétervári kormányt, azonban a breszt-litovszki béke aláírása után, amely visszaszolgáltatta Törökországnak az orosz hadsereg által megszállt területeket, kikiáltották a Kaukázusontúli Föderációt. A török hadsereg előrenyomulása és a nemzetiségi feszültségek miatt új állam nagyjából egy hónappal később, 1918 májusában felbomlott: május 26-án Grúzia, a következő napon pedig Azerbajdzsán is bejelentette függetlenségét. Május 28-án az Örmény Nemzeti Tanács (amely még 1917 októberében alakult meg Tifliszben) is kikiáltotta Örményország függetlenségét. Az új köztársaság fegyveres erői közben, bár helyenként elkeseredetten védekeztek, közben folyamatosan visszavonultak az előrenyomuló török hadsereg elől. A kormány június 4-én kénytelen volt megkötni Törökországgal a batumi békét, amelyben hatalmas területeket engedett át a törököknek. 

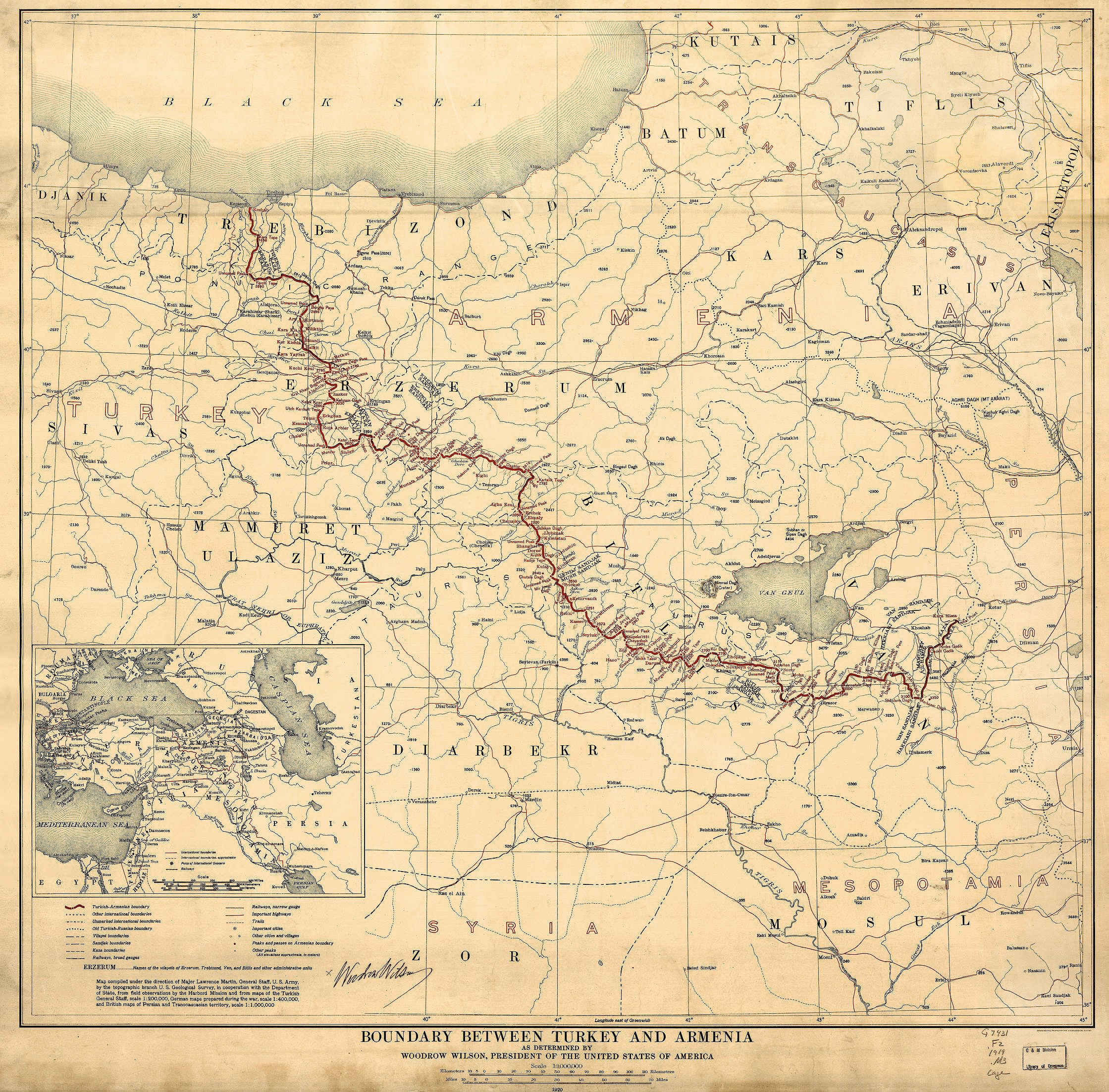
A sèvres-i szerződés által előírt örmény-török határ

Az örmények és a grúzok korábban közös erőfeszítéssel védekeztek a törökök ellen. Ennek során még júniusban a 70%-ban örmények lakta Lori tartományba grúz katonák vonultak be. A fegyverszünet és a török erők visszavonása után a grúzok továbbra is maradtak, és Irakli Cereteli grúz politikus kijelentette, hogy a loriak nagyobb biztonságban lennének a törökök elől Grúziában. Tbiliszi konferenciát javasolt a kérdés rendezésére, amin az örmények nem voltak hajlandóak részt venni. Októberben a mudroszi fegyverletételt követően a törökök kivonultak a térségből, és helyüket örmények vették át. Hamarosan súrlódások kezdődtek a grúz és örmény katonák között, amely decemberre nyílt összecsapásokká fajult. A konfliktust december 31-én rendezték brit közvetítésre; Lori közös grúz-örmény ellenőrzés alá került.

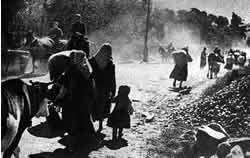
A török hadsereg elől menekülő karszi civilek

A köztársaság a kezdetektől fogva ellenséges volt keleti szomszédjával, a szintén akkor megalakuló Azerbajdzsánnal. A két nép között évszázadokra visszanyúló etnikai, vallási, kulturális konfliktusok álltak fenn, amit tovább fokozott, hogy az azeriek szövetségesi kapcsolatokat ápoltak a törökökkel. Azerbajdzsán igényt tartott szinte az egész Örményországra (a régi orosz jelizavetpoli, jereváni, karszi és batumi kormányzóságokra). A diplomáciai erőfeszítések a brit közvetítési próbálkozások csődöt mondtak, és a két ország között fegyveres villongások törtek ki, elsősorban Nahicseván, Karabah és Szjunik térségében. Azerbajdzsán több alkalommal is megpróbálta annektálni ezeket a régiókat, de a helyi örmény lakosság rendszeresen fellázadt. 1919 májusában az örmények elfoglalták Nahicsevánt, de egy közös azeri-török hadművelet visszavonulásra késztette őket. A harcok egészen 1920 közepéig, a szovjethatalom létrejöttéig tartottak.
1920 augusztusában az antant és Törökország megkötötte a sèvres-i szerződést, amely jelentős kelet-anatóliai térségeket és fekete-tengeri kijáratot biztosított volna Örményországnak. A szerződést azonban VI. Mehmed szultán nem írta alá, így nem emelkedett törvényerőre. A török kormányt pedig hamarosan megdöntötte Kemál Atatürk Török Nemzeti Mozgalma, amely nem volt hajlandó elismerni a Törökország számára súlyosan hátrányos szerződést.
1920. szeptember 20-án török nacionalisták benyomultak Szarikamis térségébe. Örményország válaszul 24-én hadat üzent Törökországnak és hadserege több helyen összecsapott a nacionalistákkal. Kemál Szovjet-Oroszországtól kért segítséget, és Moszkva pozitívan reagált: aranyat és fegyvert szállítottak a törököknek. Novemberre az örmények elvesztették Alexandropolt és az ellenség hamarosan a főváros közelében járt. Fegyverszünetet kértek, de ekkor a szovjetek Azerbajdzsán felől (ahol 1920 nyarán szovjethatalom került uralomra) hátba támadták őket. Az Ordzsonikidze által vezetett 11. hadsereg gyakorlatilag ellenállás nélkül haladt előre, és december 2-án átvették az ország kormányzását. Másnap a régi kormány külügyminisztere még aláírta a törökökkel az alexandropoli békét, amelyben lemondott a sèvres-i szerződés által biztosított kelet-anatóliai területekről.

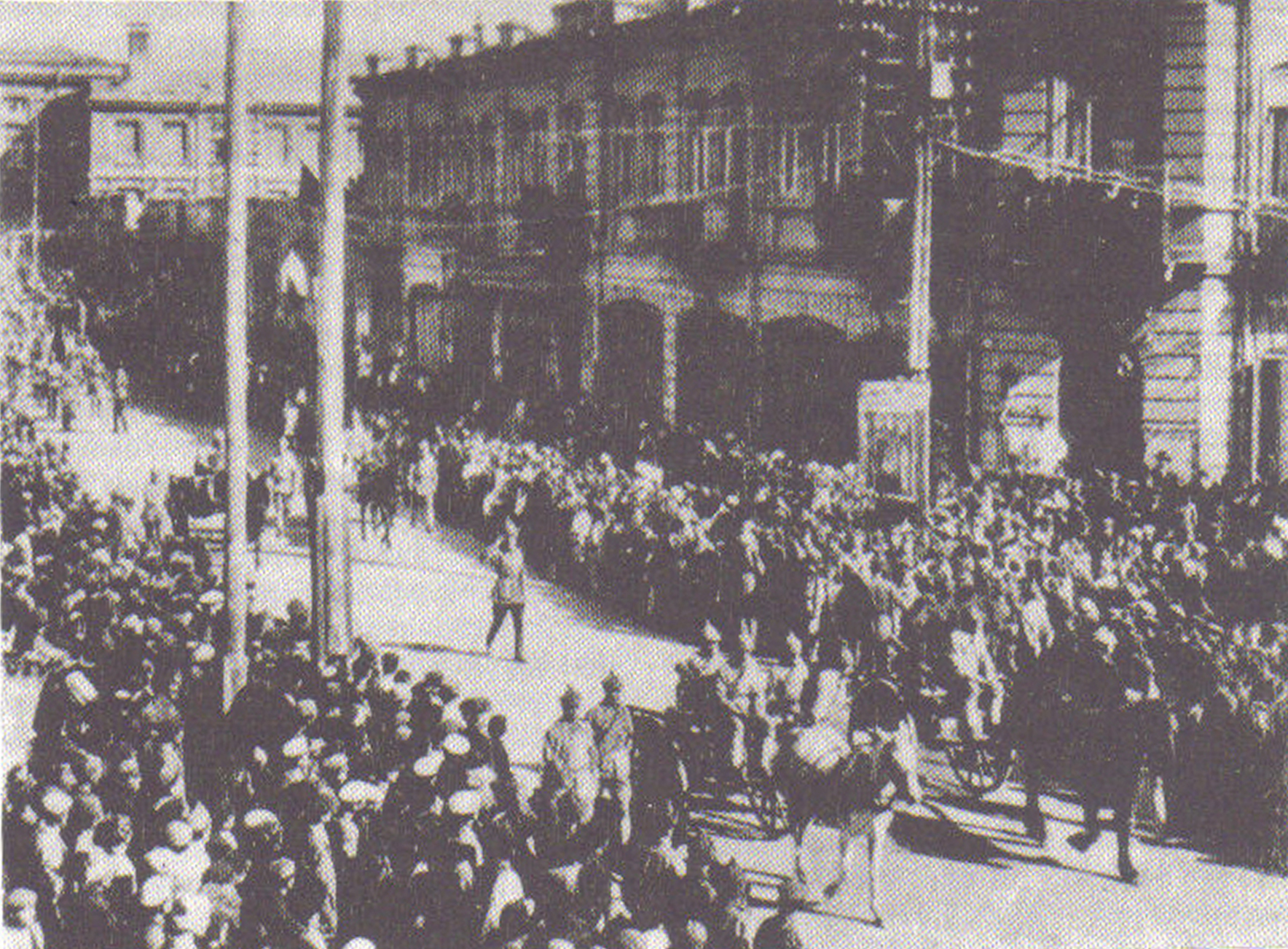
A Jerevánba bevonuló Vörös Hadsereg 1920-ban

Örményországban bevezették a szovjethatalmat, cserébe Moszkva garantálta megmaradt területeit a török támadásokkal szemben. December 5-én megérkezett Jerevánba a (főleg azerbajdzsáni örményekből álló) Forradalmi Bizottság, egy nappal később pedig a Feliksz Dzserdzsinkij vezette Cseka-különítmény is. A szovjet-török viszonyt az 1921-ben aláírt karszi szerződés rendezte, amelyben területcserére került sor a két ország között. Adzsaria Grúziához került, az örmények viszont elvesztették Karsz és Szurmalu tartományokat (velük együtt szent hegyüket, az Ararátot és Anit, az ősi fővárost). 1922-ben megalakult az Örmény Szovjet Szocialista Köztársaság, amely a Kaukázusontúli Szocialista Szövetségi Szovjet Köztársaság részeként csatlakozott a Szovjetunióhoz.

## Szovjet-Örményország (1922–1991)

Az Örmény SZSZK címere

A Kaukázusontúli SZSZSZK-t 1936-ban felszámolták és három része (Örményország, Grúzia, Azerbajdzsán) közvetlen tagköztársaságként csatlakozott a Szovjetunióhoz. A szovjethatalom hasonló megszorításokkal járt, mint az ország többi részében, 1928-tól kollektivizálták a mezőgazdaságot, és erősen korlátozták a szólásszabadságot; ez vonatkozott a nacionalista jellegű megnyilatkozásokra is. A Nyugatról hazatérőket külön megfigyelték, és az 1915-ös népirtást túlélő, Franciaországból visszatérő írónőt, Zabel Jeszajant letartóztatták, és Szibériába deportálták.
A második világháború frontvonalai elkerülték Örményországot, de több százezer örmény harcolt a németek ellen a Vörös Hadsereg kötelékében. A háború után Sztálinnak szándékában állt újratárgyalni a szovjet-török határt és visszaszerezni Karsz tartományt vagy annak egy részét. Álláspontja megerősítésére megindította az örmény diaszpóra visszatelepítését az Örmény SZSZK-ba. A program során 1948-ig több mint százezren tértek vissza a köztársaságba a világ számos országából; bár a határmódosításra Sztálin halála miatt sem került sor. Ezzel párhuzamosan mintegy 200 ezer örményországi azerit áttelepítettek az azerbajdzsáni Kura-Araksz síkságra.
A szovjethatalomnak megvoltak a maga pozitív aspektusai, a korábbi zűrzavaros, üldöztetéssel teli évek után (a második világháborútól eltekintve) hosszú békés időszak alatt az ország gazdasága fejlődött, települései gyarapodtak, a korábban szinte kizárólagosan agrárország ipara felfutott, és a nacionalista retorikát elnyomó rendszer kibékítette egymással az örményeket és azerieket – ha csak ideiglenesen is. Örményországban – főleg Jerevánban – jelentős azeri közösség élt; az azerbajdzsáni örmények inkább Bakuban és Kirovabadban koncentrálódtak.
1965. április 24-én több tízezres felvonulásokra került sor az örmény népirtás megkezdésének 50 éves évfordulóján. Az 1980-as évekre jelentős problémává vált az átgondolatlanul fejlesztett bánya- és vegyipar által okozott környezetszennyezés. Miután Gorbacsov megindította a peresztrojkát, a hatóságok elnézőbbekké váltak, és Jerevánban többezres tüntetésekre került sor a környezeti gondok miatt. Később, a karabahi konfliktus fellángolásával a tüntetések egyre inkább nacionalista jelleget kezdtek ölteni. Voltak akik felvetették az önálló államiság gondolatát.
1998. február 20-án az Azerbajdzsánhoz tartozó, örmény többségű Nagornij Karabah autonóm terület megszavazta, hogy Örményországhoz csatlakozik. Az egyoldalú lépés után etnikai villongásokra került sor a helyi örmények és azeriek között. A konfliktusba mindkét oldalon beavatkoztak a köztársaságok is, és elkezdődött a karabahi háború.  
,
1988. december 7-én az ország északi részén a szpitaki földrengésnek több tízezren estek áldozatul és városok dőltek romba. Rengetegen maradtak fedél nélkül.
Az örmény legfelsőbb tanács 1990. augusztus 23-án kinyilvánította az ország függetlenségét. Ez nem jelentett tényleges szuverenitást, egészen az 1991 augusztusi sikertelen moszkvai puccskísérletig, amikor a tagköztársaságok sorra jelentették be függetlenségüket, és a Szovjetunió felbomlott. Örményország egy népszavazást követően 1991. szeptember 21-én vált önállóvá.

## A független Örményország

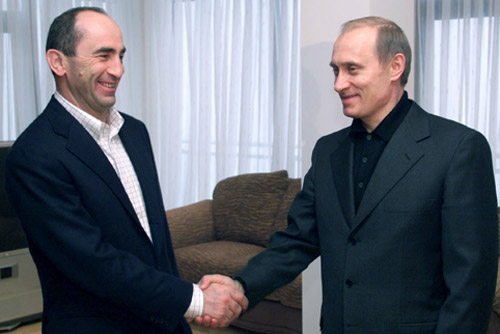
Robert Kocsarjan és Vlagyimir Putyin 2002-ben

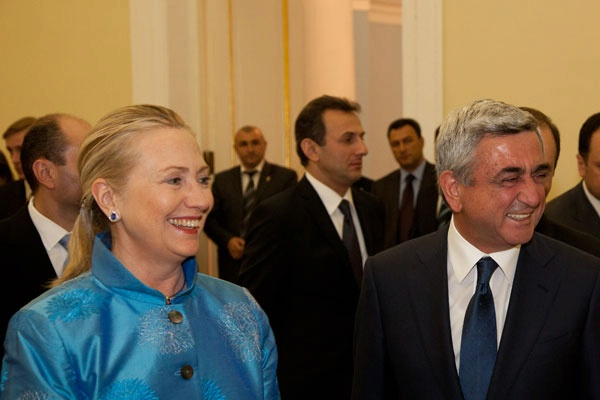
Szerzs Szargszján és Hillary Clinton 2012-ben

Az 1991. október 16-án tartott szavazáson Levon Ter-Petroszjánt választották meg a köztársaság első elnökévé, majd öt évvel később, 1996. szeptember 22-én újraválasztották. Utóbbi alkalommal az ellenzék választási csalással vádolta, és a vádat a nemzetközi megfigyelők is megerősítették. Népszerűségét tovább csökkentette, hogy sok más posztszovjet köztársasághoz hasonlóan, az örmény gazdaság is válságos időket élt. 1994-ben az örmény hadsereg fölénybe került Karabahban, és a két ország tűzszünetet kötött. Azerbajdzsán és a vele szimpatizáló Törökország blokádot rendelt el az örmény határ mentén, amely súlyos gazdasági károkat okozott a köztársaságnak, és egészen 2009-ig fennmaradt.    
1998 februárjában Ter-Petroszján kénytelen volt lemondani, mert olyan megoldást támogatott a karabahi konfliktus megoldására, amelyet sem a kormánya egy része, sem a közvélemény nem támogatott. Helyét az előrehozott választást követően a korábbi miniszterelnök, Robert Kocsarján vette át.
1999. október 27-én öt fegyveres hatolt be az örmény parlamentbe, és Kalasnyikovjaikból tüzet nyitottak a képviselőkre. Elsődleges célpontjuk Vazgen Szargszján miniszterelnök volt, de rajta kívül 7 másik minisztert és képviselőt megöltek, 30-at pedig megsebesítettek. Az elfogott terroristák azt állították, hogy hazafias államcsínyt akartak végrehajtani, de az akció mögött sokan Kocsarjant vélték látni, mert a meggyilkolt miniszterelnök az ő legfőbb politikai ellenlábasa volt.
2003-ban újraválasztották Kocsarjant, bár a feltűnő választási csalások miatt tömeges tüntetésekre került sor, és az Alkotmánybíróság is azt javasolta, hogy népszavazással támogassák meg a választás eredményét. Kocsarjan több alkalommal is tárgyalt İlham Əliyev azeri elnökkel a karabahi helyzet rendezéséről (a kazah Asztanában, a francia Rambouillet-ben és az amerikai Washingtonban került sor a békekonferenciákra), de nem értek el eredményt.
A 2009-es elnökválasztást Kocsarjan híve és miniszterelnöke, Szerzs Szargszján 53%-kkal nyerte. Ellenfele, Ter-Petroszján csalással vádolta őt, és több tízezres tüntetéseket szervezett Jerevánban. A tömeg összecsapott a rendőrökkel és tízen (köztük rendőrök) meghaltak. Az elnök szükségállapotot rendelt el, számos tüntetőt és az ellenzék több tagját letartóztatták, és gyakorlatilag betiltották a további tüntetéseket. 2009 októberében Örményország és Törökország felvette egymással a diplomáciai kapcsolatot, elismerték a két ország határát, és bizottságot állítottak fel az örmény népirtás vizsgálatára. 2010-re Azerbajdzsán gazdasági helyzete kellően megjavult ahhoz, hogy hadseregét megerősítse. 2016 áprilisában összecsapásokra került sor a karabahi határ mentén az örmény és azeri fegyveres erők között, amelyek becslések szerint több száz halálos áldozatot követeltek.
2013-ban Szargszjánt újraválasztották. A 2018. április 9-én tartott elnökválasztást Szargszján támogatottja, Armen Szargszján nyerte.
2020. szeptember 29-én Azerbajdzsán és Örményország megint fegyverre kelt egymással Hegyi-Karabah okán. Sokan az egész kaukázusi térségre átterjedő háborútól tartottak, ám a harcok november vége felé abbamaradtak. A háborút az örmények elvesztették, az azeri hadsereg jelentős területeket, így stratégiai fontosságú pontokat foglalt el Karabahban, ami miatt veszélybe került a szakadár állam további fennmaradása. Örményországban a vereség válságot és elégedetlenséget okozott, az emberek a kormány lemondását követelték. Várható azonban, hogy Örményország nem nyugszik bele a vereségbe és idővel megint kiújulhat a háború Hegyi-Karabahért.
A harcok kiújultak, mivel 2023. szeptemberében az azeri hadsereg ismét támadást indított Hegyi-Karabah ellen (a hivatalos nyilatkozatok szerint a hadművelet „terrorellenes akció”). Azerbajdzsán egy nap alatt térdre kényszerítette a karabahi örmény fegyvereseket. Örményország nem avatkozott be. A karabahi köztársaság vezetői jelenleg Bakuval tárgyalnak a terület visszaintegrálásáról.

## Az örmény diaszpóra

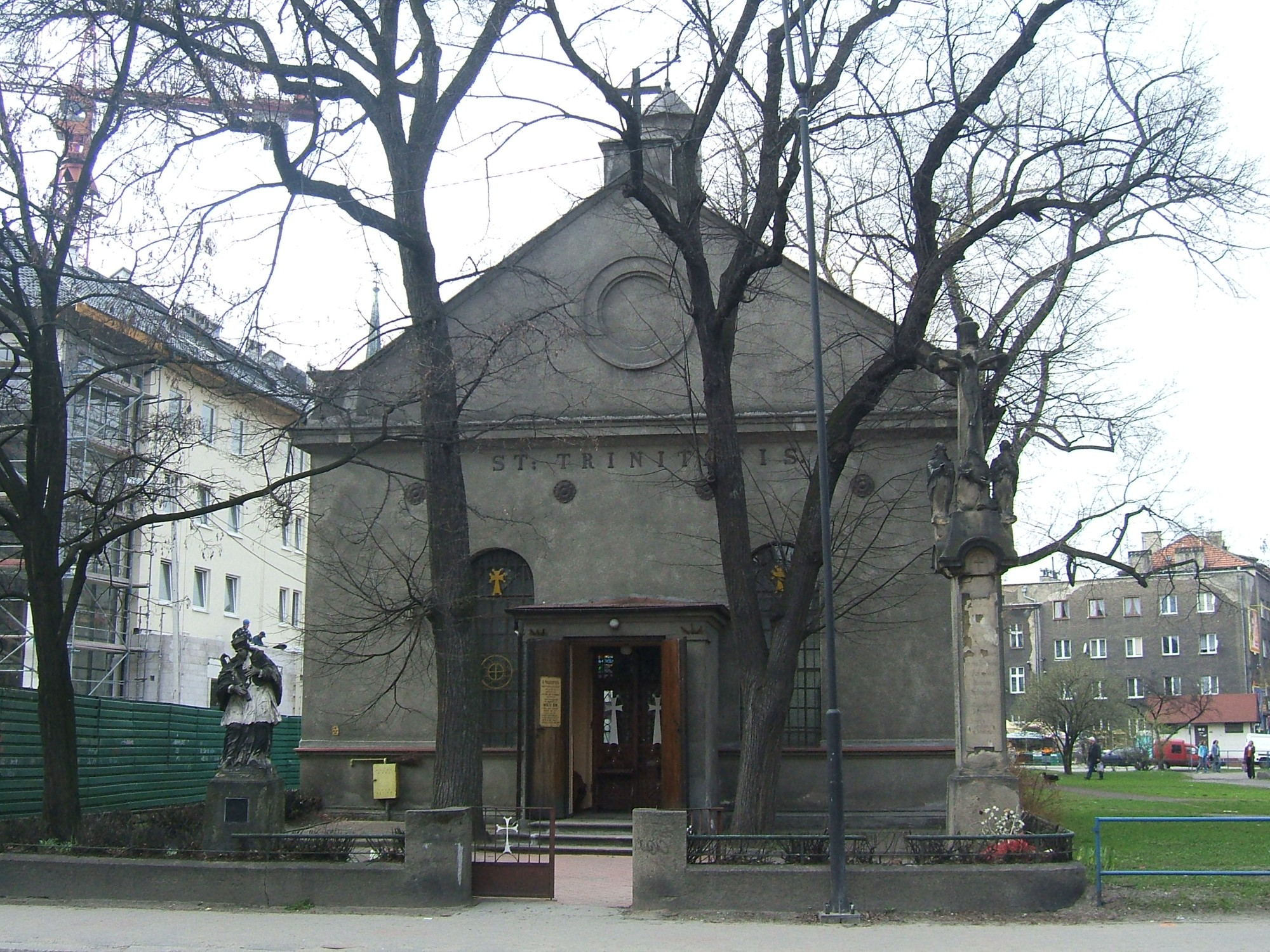
Örmény templom a lengyelországi Gliwicében

Történelmük során az örmények számtalan alkalommal voltak kénytelenek háborúkat, elnyomást, üldöztetést megtapasztalni. Sokan döntöttek úgy, hogy külföldön keresik a boldogulást: nagy közösségeik találhatóak az arab országokban, a Közel-Keleten, Iránban, Oroszországban, Nyugat-Európában vagy az Egyesült Államokban.
Az 5. századig az örmények elsősorban a Közel-Keleten próbáltak szerencsét. Az arab és a szeldzsuk hódítások következtében a kivándorlás nagyobb méreteket öltött, és kénytelenek voltak távolabbra költözni, pl. a Krímre és onnan tovább Kelet-Európába. A 11-14. század között megnőtt a bizánci (főleg trákiai), egyiptomi, szíriai, libanoni örmény kolóniák létszáma, és beköltöztek Galíciába, Moldovába, Magyarországra. 1512-ben Velencében örmény nyelvű nyomda létesült. 1672-ben egy Pascal nevű örmény nyitotta meg az első kávéházat Párizsban. Oroszországban I. Péter cár támogatta az örmények betelepülését, és nagy közösségeik jöttek létre Szentpéterváron, Moszkvában és Ukrajnában. 1815-ben a moszkvai örmények megalapították az orientalista tudományokkal foglalkozó Lazarev Intézetet.
Az 1915-ös népirtás után a törökországi örmények a környező arab országokba vagy Európába és Amerikába menekültek. A második világháború során a franciaországi, romániai stb. örmények részt vettek a németek elleni ellenállási mozgalmakban, a nyugati diaszpóra pedig fegyvervásárlásra ajánlott fel adományokat. Emellett viszont az örmény származású szovjet hadifoglyokból a Wehrmacht megszervezte az Örmény Légiót.
A világháború előtt és után Sztálin megindította a repatriálási mozgalmat, amely a diaszpóra Örményországba való visszatelepítését célozta meg. Körülbelül 150 ezren költöztek vissza őshazájukba. 1949-ben viszont az örmény értelmiség egy részét Közép-Ázsiába telepítették ki, ahol többségük elpusztult.
Magyarországon a honfoglalástól kezdve éltek örmények szórványosan. Nagyobb mértékű betelepülésre 1672-ben került sor, amikor Moldvából menekültek át főleg Erdélybe, egy felkelésben való részvételük miatt. A mai hazai örmények többnyire az ő leszármazottaik. Elsősorban kereskedéssel, iparossággal foglalkoztak, sokáig szinte az egész bőrfeldolgozási piacot a kezükben tartották. Mária Terézia 41 örmény családnak adományozott nemesi rangot. Az aradi vértanúk közül Kiss Ernőnek és Lázár Vilmosnak voltak örmény őseik.
Ma a teljes örmény népnek csak kb. harmada (10-11 millióból 3 millió) él Örményországban; a diaszpóra jelentős gazdasági segítséget nyújt anyaországának.

## Fordítás
- Ez a szócikk részben vagy egészben  a   History of Armenia című angol Wikipédia-szócikk ezen változatának fordításán alapul.  Az eredeti cikk szerkesztőit annak laptörténete sorolja fel. Ez a jelzés csupán a megfogalmazás eredetét és a szerzői jogokat jelzi, nem szolgál a cikkben szereplő információk forrásmegjelöléseként.
- Ez a szócikk részben vagy egészben  a(z)   История Армении című orosz Wikipédia-szócikk ezen változatának fordításán alapul.  Az eredeti cikk szerkesztőit annak laptörténete sorolja fel. Ez a jelzés csupán a megfogalmazás eredetét és a szerzői jogokat jelzi, nem szolgál a cikkben szereplő információk forrásmegjelöléseként.